# Betim
Betim é um município brasileiro do estado de Minas Gerais, Região Sudeste do país. Pertence à Região Metropolitana de Belo Horizonte e é o quinto município mais populoso do estado, reunindo 411 859 habitantes segundo o recenseamento de 2022, área de 345,99 quilômetros quadrados e 122 quilômetros de perímetro segundo a Prefeitura Municipal do município.

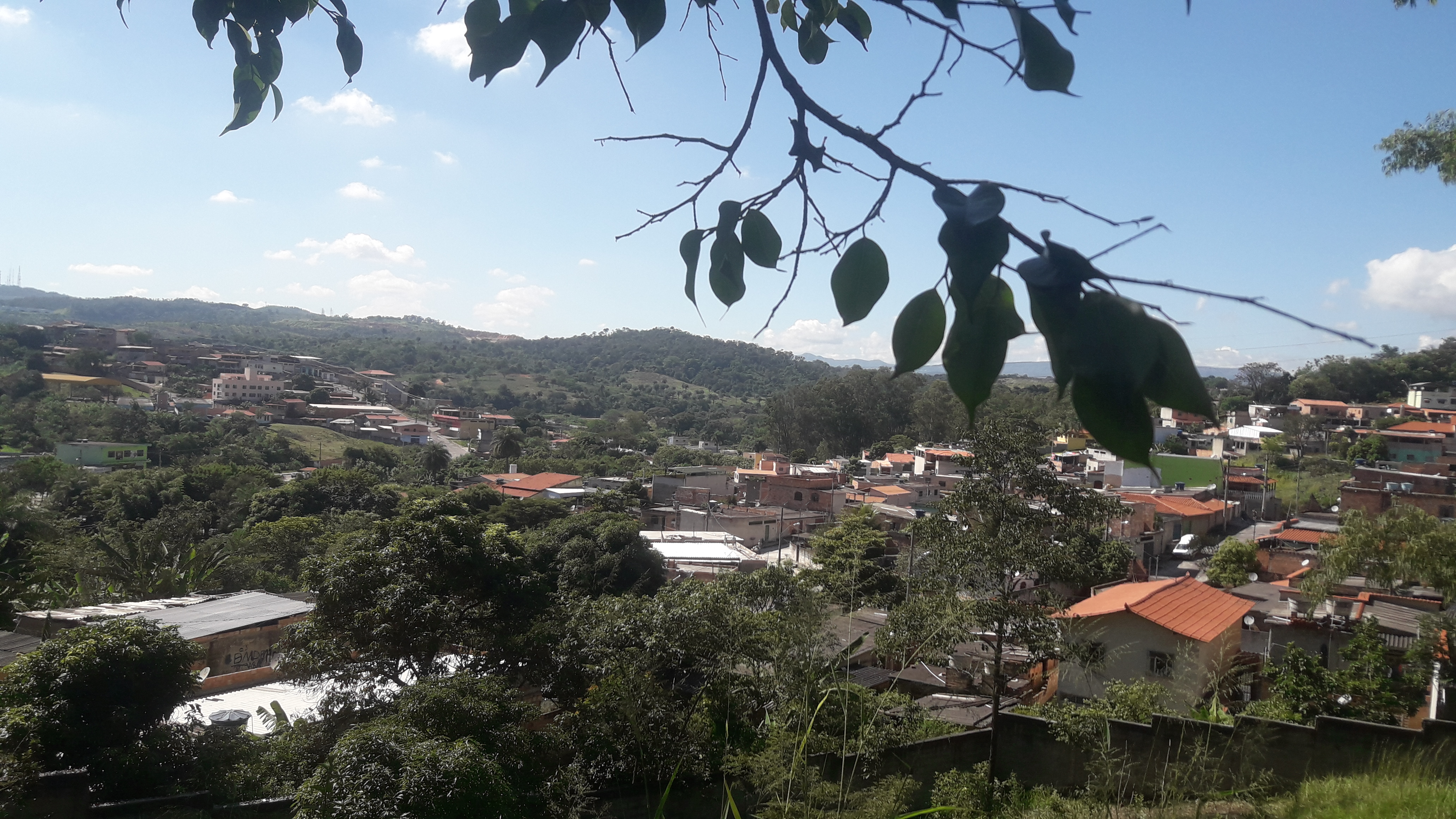
Bairro Campos Eliseos (região PTB), no sudeste da cidade

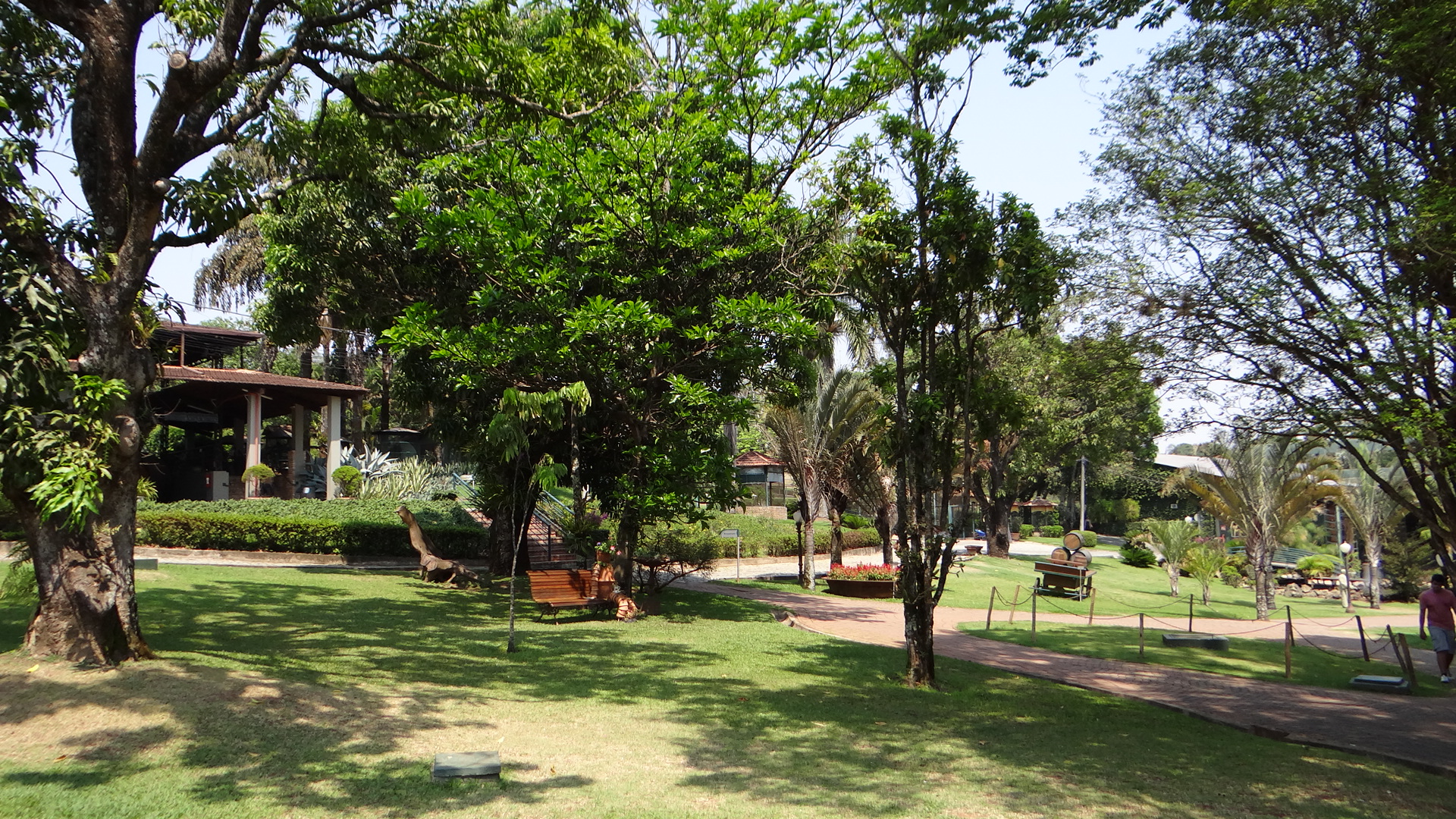
O Vale Verde Parque Ecológico está situado no município de Betim

## História
Antes da chegada dos luso-brasileiros no século XVIII, o território onde hoje se localiza Betim já era ocupado por povos indígenas pré-coloniais. Evidências dessa ocupação foram encontradas na forma de vestígios líticos lascados, descobertos durante as obras da alça viária que liga as rodovias BR-381 e BR-262. O Museu da Cidade de Betim também abriga peças polidas, como lâminas de machado, encontradas nos bairros Capelinha e Açude, reforçando a presença humana na região desde períodos remotos.
A ocupação luso-brasileira teve início no final do século XVII, com a intensificação das rotas abertas por bandeirantes vindos de São Paulo em direção a Pitangui, atraídos pelas descobertas de metais preciosos em Minas Gerais. A região também fazia parte de uma importante rota de abastecimento que ligava a Bahia ao interior mineiro. Em 1711, foram concedidas três sesmarias na área, sendo a mais conhecida aquela solicitada por José Rodrigues Betim, genro de Fernão Dias Pais Leme e ligado à bandeira de Borba Gato. O nome do município deriva desse pioneiro, embora ele tenha deixado a região em 1714, transferindo-se para Pitangui.
A sesmaria rapidamente se consolidou como ponto de parada de tropeiros, originando pequenos núcleos de povoação entre 1711 e 1750. O primeiro deles a ganhar destaque foi o Arraial da Bandeirinha do Paraopeba, nomeado por ter sido cenário de uma "bandeirinha" — uma pequena expedição de prospecção mineral. O atual bairro Bandeirinhas preserva essa memória histórica. Nessa mesma época, foi construído o casarão que hoje abriga a Casa da Cultura Josefina Bento.
Por volta de 1750, os moradores da região solicitaram à Igreja Católica a construção de uma capela sobre um monte, onde atualmente se encontra a Praça Milton Campos. Como já existiam outros templos nas imediações, a nova igreja passou a ser chamada de Capela Nova do Betim, nome que se estendeu ao povoado ao redor. Elevada a matriz em 1867, a capela foi demolida em 1969, sendo atualmente lembrada por um monumento chamado Igreja Velha.
Entre 1760 e 1800, o arraial de Capela Nova do Betim cresceu em importância e foi elevado à condição de distrito em 1797, situação confirmada pela Câmara de Sabará em 1801. Com o declínio da mineração, a região passou a se dedicar à agricultura de subsistência e à pecuária. Em meados de 1864, Betim possuía 488 casas e 40 fazendas. As principais propriedades pertenciam à família Nogueira Duarte, sediada na Serra Negra. Às margens do Rio Betim, operavam cerca de 35 moinhos de fubá e olarias, que contribuíram para a economia local.

### Formação Administrativa
Inicialmente conhecida como Capela Nova do Betim, a localidade foi criada como freguesia entre 1797 e 1801, pertencente ao município de Sabará. Ao longo do século XIX, passou por diversas alterações administrativas, tendo sido, por breve período, distrito de Santa Luzia e, posteriormente, de Santa Quitéria, atual Esmeraldas.
Em 1933, o distrito de Betim figurava como parte do município de Santa Quitéria, permanecendo assim até ser elevado à categoria de município pela Lei Estadual nº 148, de 17 de dezembro de 1938. O novo município foi constituído com território desmembrado de Santa Quitéria e do extinto município de Contagem, tendo como sede o distrito de Betim.
Em sua formação inicial, o município era composto por quatro distritos: Betim, Campanha, Ibiretê (antiga Vargem da Pantano) e Neves, os três últimos transferidos de Contagem. Posteriormente, o distrito de Contagem também foi incorporado, compondo, entre 1939 e 1943, uma divisão com cinco distritos.
Com o Decreto-lei Estadual nº 1.058, de 31 de dezembro de 1943, os distritos de Campanha e Neves (então rebatizado como Ribeirão das Neves) foram transferidos para Pedro Leopoldo, e a grafia de Ibiretê foi alterada para Ibirité. Em 1948, foi criado o distrito de Sarzedo, anexado ao município de Betim.
Na década de 1950, Betim era formado pelos distritos de Betim, Contagem, Ibirité e Sarzedo. Contudo, em 1953, Contagem foi desmembrado e elevado a município, e em 1962, o mesmo ocorreu com Ibirité e Sarzedo, formando o atual município de Ibirité. Desde então, Betim passou a ser constituído apenas pelo distrito sede.

### História recente
A história recente de Betim é marcada por um rápido processo de industrialização e crescimento urbano a partir da segunda metade do século XX. A pavimentação da Rodovia Fernão Dias (BR-381) impulsionou a expansão de loteamentos ao longo do novo eixo industrial da Região Metropolitana de Belo Horizonte. Na década de 1960, o município recebeu um grande impulso econômico com a instalação da Refinaria Gabriel Passos e da Fiat Automóveis, durante o governo de Rondon Pacheco.
A industrialização alterou profundamente o perfil de Betim, transformando-a de cidade interiorana em um importante polo urbano e produtivo, com rápido crescimento populacional e diversificação cultural. Com a chegada da Fiat e de diversas indústrias-satélites, Betim consolidou-se como o segundo maior polo industrial automobilístico do Brasil.

## Geografia
De acordo com a divisão regional vigente desde 2017, instituída pelo IBGE, o município pertence às Regiões Geográficas Intermediária e Imediata de Belo Horizonte. Até então, com a vigência das divisões em microrregiões e mesorregiões, fazia parte da microrregião de Belo Horizonte, que por sua vez estava incluída na mesorregião Metropolitana de Belo Horizonte.
- Localização: Zona metalúrgica, na região metropolitana de Belo Horizonte.
- Principais cursos d'água: Rio Paraopeba, Rio Betim e Riacho das Areias.
- Vegetação: cerrado e mata galeria, nos vales úmidos.[5]
- Principais rodovias que servem ao município: MG-060, MG-050, BR-381, BR-040, BR-262.
- Principal ferrovia que corta o município: Linha Garças a Belo Horizonte da antiga Estrada de Ferro Oeste de Minas.[13]
- Municípios limítrofes: Contagem, Esmeraldas, Igarapé, Ibirité, São Joaquim de Bicas, Mário Campos, Juatuba e Sarzedo.

### Principais monumentos
- Monumento de emancipação do Município, localizado na confluência da Av. Gov. Valadares com Av. Amazonas.
- Monumento de inauguração da Rodovia Fernão Dias, localizado na confluência desta com a Av. Bandeirantes.
- Monumento à Antiga Matriz de Nossa Senhora do Carmo, demolida em 1969. Este monumento fica na Praça Milton Campos
- Monumento aos 60 anos da emancipação do Município, localizado na cabeceira da Av. Juscelino Kubitschek

### Bens culturais tombados
- Casa da Cultura Josephina Bento
- Capela de Nossa Senhora do Rosário
- Estação Ferroviária
- Colégio Comercial Betinense (atual Museu da cidade)
- Portal da Colônia Santa Isabel
- Conjunto Urbano da Colônia Santa Isabel
- Acervo de objetos da Antiga Matriz e do Padre Osório Braga
- Capela São Sebastião do Bairro Amazonas
- Usina Hidrelétrica Dr. Gravatá
- Monumento à Inauguração da Rodovia Fernão Dias
- Caixa D’Água do Complexo Praça Milton Campos

### Bens culturais registrados
A política de proteção do patrimônio cultural é desenvolvida pela Fundação Artístico Cultural de Betim - FUNARBE, com acompanhamento do Conselho Deliberativo do Patrimônio Cultural.
- Reinado de Nossa Senhora do Rosário
- Folia de Reis do Bairro Santo Afonso

### Subdivisões
Betim é subdividida em 10 regionais, a saber: Alterosas, Centro, Citrolândia, Icaivera, Imbiruçu, Norte, Petrovale, PTB, Teresópolis e Vianópolis. Estes, por sua vez, se subdividem em bairros, dentro os quais estão: Parque Jardim Teresópolis (Teresópolis), Conjunto Olímpia Bueno Franco, Duque de Caxias e Parque Betim Industrial (Alterosas), Jardim Paulista e Paquetá (Citrolândia)

## Economia
Em 2016, Betim possuía um Produto Interno Bruto (PIB) de mais de 25,1 bilhões de reais. Em 2008, Betim era o 16ª município mais rico do Brasil. Em 2018, Betim ganhou mais de 1 bilhão de dólares com exportações. O principal produto exportado são automóveis e o maior destino é a Argentina.

## Infraestrutura

### Habitação, serviços e comunicações
Betim contava, em 2010, com 112 591 domicílios, dos quais 101 445 eram casas, 1 369 casas de vila ou em condomínio, 8 941 apartamentos e 836 eram habitações em casas de cômodos ou cortiço. Do total de domicílios, 85 352 eram próprios, sendo 77 579 próprios já quitados e 7 773 próprios em aquisição, 18 841 eram alugados; 8 158 imóveis foram cedidos, sendo 1 176 cedidos por empregador e 6 982 cedidos de outra maneira; e 240 foram ocupados de outra forma. O serviço de abastecimento de energia elétrica é feito pela Companhia Energética de Minas Gerais, sendo que em 2010, segundo o IBGE, 112 452 domicílios (99,87% do total) possuía acesso à rede elétrica.
O fornecimento de água e a coleta de esgoto da cidade são feitos pela Companhia de Saneamento de Minas Gerais e em 2017, havia 153 277 unidades consumidoras e eram distribuídos em média 89 267 m³ de água tratada por dia. Segundo o IBGE, em 2010, 110 243 domicílios eram atendidos pela rede geral de abastecimento e 111 372 domicílios possuíam banheiros para uso exclusivo das residências.

## Cultura e lazer

### Pontos turísticos
Betim abriga uma variedade de atrativos culturais, históricos e naturais que refletem sua diversidade e identidade regional. Entre os espaços de destaque está o Horto Municipal, área de lazer e preservação ambiental localizada próxima ao Ginásio Poliesportivo Divino Braga, palco de importantes eventos esportivos e culturais. A cidade também preserva seu patrimônio religioso por meio de igrejas e capelas históricas, como a Capela de Nossa Senhora do Rosário, a Igreja de São Sebastião na região da Várzea das Flores, e a Capela de São Sebastião no bairro Amazonas, além da Igreja de Nossa Senhora do Carmo e da Igreja de São Cristóvão, esta última uma réplica da antiga Matriz demolida em 1969.
O centro cultural da cidade é representado por instituições como a Casa da Cultura Josefina Bento, o Centro Artístico Cultural Frei Estanislau, no bairro Jardim Teresópolis, e o Centro Popular de Cultura Frei Francisco Van Der Poel (Frei Chico), no bairro PTB. O município também é sede do tradicional Parque de Exposições David Gonçalves Lara, onde são realizados eventos agropecuários e festas populares.
Na área da memória e da identidade local, destaca-se o Museu Paulo Araújo Moreira Gontijo, que reúne documentos, objetos e registros da história de Betim, e a Estação Ferroviária, símbolo da urbanização do município no século XX. A Colônia Santa Isabel, fundada como leprosário no início do século XX
, possui relevância histórica e arquitetônica, com construções em estilo eclético e importância sanitária e social. A cidade também abriga o Salão do Encontro (SASFRA), instituição que por décadas foi referência na produção de artesanato e inclusão social — embora atualmente atue apenas como escola infantil. Complementando o circuito urbano, a Praça da Cacimba é um espaço simbólico da vida social betinense, frequentemente utilizado para manifestações culturais e encontros populares.
A Barragem Várzea das Flores, situada entre Betim e Contagem, é outro ponto de interesse, com paisagens naturais, atividades recreativas e importância para o abastecimento de água da Região Metropolitana de Belo Horizonte.

### Esportes
Betim tem se destacado no cenário esportivo, especialmente como sede de grandes competições de voleibol e pelo fortalecimento do futebol profissional no município.

#### Voleibol
O município foi sede de diversas edições do Campeonato Mundial de Clubes de Voleibol Masculino, realizadas no Ginásio Divino Braga. A cidade recebeu a competição pela primeira vez em 2013, com a participação de clubes de renome internacional. Posteriormente, voltou a sediar o torneio em 2015, 2016 (em sede conjunta com Belo Horizonte), 2019, 2021 e 2022.

#### Futebol
O principal clube de futebol da cidade é o Betim Futebol, fundado em 2019. Após disputar divisões inferiores do Campeonato Mineiro, conquistou o título do Módulo II em 2024 e, no ano seguinte, estreou na primeira divisão estadual, garantindo também uma vaga inédita na Série D de 2026.

### Feriados
Os feriados municipais de Betim estão estabelecidos na Lei Ordinária nº 4.731, de 2008. De acordo com o artigo 2º da referida norma, são considerados feriados no município:
- A Sexta-feira Santa;
- O dia de Corpus Christi;
- 16 de julho, em comemoração à padroeira de Betim;
- 20 de novembro, Dia da Consciência Negra.

O feriado de 20 de novembro também passou a ser reconhecido nacionalmente a partir da Lei nº 14.759, de 2023, que instituiu o Dia Nacional de Zumbi e da Consciência Negra como feriado em todo o território brasileiro. A lei foi sancionada pelo presidente Luiz Inácio Lula da Silva em dezembro de 2023.